# 倒钩琉璃草
倒钩琉璃草（学名：Cynoglossum wallichii var. glochidiatum）是紫草科倒提壶属西南琉璃草的变种。分布在巴基斯坦、克什米尔、缅甸、印度、锡金、阿富汗以及中国大陆的四川、青海、云南、西藏、甘肃等地，生长于海拔1,800米至4,000米的地区，一般生长在空旷田野、林缘草坡及路边，目前尚未由人工引种栽培。